# Бойчук Авксентій
о. Авксе́нтій Бойчу́к (26 лютого 1888, Іване-Пусте — 1 серпня 1971, там само) — священник УГКЦ, педагог, церковний діяч; доктор богослов'я від 1916 р. Репресований в СРСР.

## Життєпис
Авксентій Бойчук народився 26 лютого 1888 року в селі Іване-Пустому, нині Чортківського району Тернопільської області, Україна (тоді Королівство Галичини і Володимирії Австро-Угорської імперії).
Закінчив Львівську українську академічну гімназію, навчався у Станиславівській духовній семінарії (1909–1913) та Віденському університеті (1916–1920).
У 1920–1939 рр. — віце-ректор, ректор і професор Станиславівської духовної семінарії.
У 1930–1936 рр. — редактор журналу «Добрий Пастир».
У 1939–1944 рр. — священник у селах Надсяння (нині Польща).
24 жовтня 1945 р. о. Авксентія Бойчука заарештували органи МДБ. 11 квітня 1945 р. ув'язнили органи НКДБ і тримали у станиславівській тюрмі, де слідчі жорстоко катували його. До лютого 1947 перебував у київській тюрмі; засуджений на 10 років ув'язнення.
Від 1956 року проживав у селі Іване-Пустому.